# Ardencroft
|  | Dieser Artikel wurde aufgrund von inhaltlichen Mängeln auf der Qualitätssicherungsseite des Projektes USA eingetragen. Hilf mit, die Qualität dieses Artikels auf ein akzeptables Niveau zu bringen, und beteilige dich an der Diskussion! Eine nähere Beschreibung der zu behebenden Mängel fehlt. |

Ardencroft ist ein kleiner US-amerikanischer Ort im New Castle County im US-Bundesstaat Delaware. Er hat 226 Einwohner (Stand: Volkszählung 2020).  
Der Ort liegt bei den geographischen Koordinaten 39,81° Nord, 75,49° West. Das Ortsgebiet hat eine Größe von 0,3 km². 
Ardencroft wurde im Jahr 1950 als Vorort von Arden (Delaware) gegründet.